# Dermophis oaxacae
La cecília d'Oaxaca (Dermophis oaxacae) és una espècie d'amfibis gimnofions de la família Caeciliidae. És endèmica de Mèxic. Els seus hàbitats naturals inclouen boscos secs tropicals o subtropicals, montanos secs, plantacions, jardins rurals i zones prèviament boscoses ara molt degradades.